# Mima (film)
Pour les articles homonymes, voir Mima.
Pour plus de détails, voir Fiche technique et Distribution.
Mima est un film dramatique français réalisé par Philomène Esposito, sorti le 16 janvier 1991. Virginie Ledoyen y tient son premier rôle principal.

## Synopsis
Le film se déroule en 1966 dans la petite ville portuaire de Sète, en France. L'histoire suit Mima, 12 ans, qui habite avec sa petite sœur dans leur grand famille italienne. Un jour, Mima voit son grand-père avec deux hommes qui paraissent être des membres de la mafia. Plus tard, il est retrouvé mort. Elle découvre qu'il a été tué à cause d'une querelle familiale de longue date avec la mafia. Mima ne dit pas qu’elle a été témoin, craignant que si les tueurs étaient identifiés, son père et ses frères soient obligés de les rechercher et de se venger. Cependant, les membres de la famille de Mima accusent la mafia, et après les funérailles il est décidé que le père de Mima va tuer les assassins pendant l'enterrement du grand-père. Bien que les parents de Mima lui aient dit de rester à la maison avec sa sœur, elle va à l’enterrement et montre les assassins à l’inspecteur de police. 

## Fiche technique
- Titre : Mima
- Réalisation : Philomène Esposito
- Scénario et dialogues : Philomène Esposito et Lucien Lambert
- Photographie : Carlo Varini
- Montage : Marie-Josèphe Yoyotte
- Musique : Reinhardt Wagner
- Son : Georges Prat, Michel Crivellaro et William Flageollet
- Costumes : Olga Berluti
- Producteurs : Claude Kunetz
- Sociétés de production :  Paris New-York Production, Pathé Distribution, Investimage 2, Investimage 3
- Distribution :
- Pays d'origine :  France
- Genre : Film dramatique
- Durée : 84 minutes
- Date de sortie : 
  - France : 16 janvier 1991

## Distribution
- Virginie Ledoyen : Mima
- Nino Manfredi : Grand-père
- Margarita Lozano : Grand-mère
- Vittoria Scognamiglio : la mère
- Toni Cecchinato : le père
- Laura Martel : Annunziata
- Patrick Bouchitey : L'inspecteur
- Philippe Fretun : Alfredo
- Arnaud Giovaninetti : Salvatore
- Anne-Marie Pisani : Antonia
- Nicola Donato : Marcello
- Julien Maurel : La Menace
- Gian-Filippo Maione : Premier assassin
- Michel Lavigne : Deuxième assassin
- Brigitte Gouesse : La tante